# Tour de l'Horloge (Évreux)
Pour les articles homonymes, voir Tour de l'Horloge.
La tour de l'Horloge, aussi nommée le beffroi, est une illustration de tour horloge, située non loin de l'hôtel de ville d'Évreux. Elle a été construite au début du XVe siècle.

## Historique

### Son architecte
L'Ébroïcien Pierre Moteau en est l'architecte. L'édifice n'a jamais été qualifié de beffroi dans les sources historiques. La tour de 44 m, forte de 140 marches, a d'abord été désignée sous le nom d'horloge puis de tour de l'Horloge. 

### Sous la guerre de cents ans (1328-1436)

#### Le rôle de la tour de l'Horloge
Avant 1396, une tour de la cathédrale servait de tour de guet aux habitants de la ville, qui y disposaient d'une cloche pour sonner l'alerte. Cette année, la ville se dote d'une première horloge installée dans un bâtiment en bois. Évreux a d'ailleurs été une des premières villes du royaume à posséder une horloge, en 1396[réf. nécessaire].

#### Le rôle de la bourgeoisie dans sa construction
La nature des activités de la bourgeoisie nécessite une autre mesure du temps que celle dominante de l'Église, visant à mieux maîtriser la production et les transactions commerciales. Le temps doit être plus précisément mesuré. La fonction essentielle de la tour de l'Horloge est donc de rythmer la journée de travail en donnant l'heure aux habitants. 
En 1403, l'assemblée des bourgeois décide de faire construire une tour avec horloge et cloche. Le chantier commence par la fabrication de la cloche (1406), baptisée " Louyse ", du nom de son parrain le dauphin Louis, fils de Charles VI et duc de Guyenne. La construction de la tour est ensuite lancée, près de la porte de Rouen : cet emplacement permet de surveiller la route qui mène à cette ville et par laquelle les Anglais ont souvent mené leurs attaques. 
Cette tour a été terminée en 1410. Cette année-là, Louyse y est installée.
L'horloge est réalisée par un artisan de Mantes, et commence à sonner les heures en 1412. 

### Sous Louis XI (1461-1483)
En 1464, les habitants de la ville souhaitent reconstruire l'édifice. En 1481, le roi Louis XI envoie le prévôt et 70 archers pour la démolir. L'horloge est conservée et déplacée temporairement dans une église[Laquelle ?], pendant que l'ancienne tour est détruite et reconstruite à partir de 1490. Le gros œuvre est terminé en 1498.

### À l'époque moderne (1492-1789)
En 1656, lors de la Fronde des princes, succédant à celle des parlementaires (contestant la régence d'Anne d'Autriche), un tir d'arquebuse cause des impacts de balle sur la tour de l'Horloge, pour forcer Évreux, fidèle au roi, à capituler

## Après 1945
Le plan de reconstruction retient sa liaison par un de ses côtés aux bâtiments de la nouvelle rue de l'Horloge (no 8).

## Protection
La tour de l'Horloge fait l'objet d’un classement au titre des monuments historiques par la liste de 1862.